# Amance (Mathaux)
Die Amance ist ein Fluss in Frankreich, der im Département Aube, in der Region Grand Est verläuft. Sie entspringt im Regionalen Naturpark Forêt d’Orient, im Gemeindegebiet von Vauchonvilliers zuerst unter dem Namen Ru à l’Huile und entwässert generell in nördlicher Richtung. Sie mündet in den Stausee Lac Amance, der als Rückhaltebecken für den Fluss Aube errichtet wurde, wird unterhalb des Sees künstlich wieder mit Wasser dotiert und mündet nach insgesamt rund 13 Kilometern bei Mathaux als linker Nebenfluss in die Aube.

## Orte am Fluss
- Amance
- Radonvilliers
- Mathaux